# Северный Блокпост (платформа)
 
Северный — железнодорожная платформа (Блок-Пост) в городе Орехово-Зуево. Расположен на Большом кольце Московской железной дороги, в пределах станции Орехово-Зуево.
Сами остановочные пункты разнесены друг от друга ок. 250 м по прямой. Самих платформ нету, высадка и посадка производится у служебного здания.